# 内海洋一
内海 洋一（うつみ よういち、1919年4月24日 - 2009年5月5日）は、日本の経済学者。大阪大学名誉教授。

## 経歴
1919年、兵庫県生まれ。京都帝国大学経済学部を卒業。
大阪大学経済学部助教授となり、後に教授昇進。1962年に大阪大学にて経済学博士号を取得。1982年に大阪大学を定年退官し、名誉教授となった。その後は大阪学院大学教授として教鞭をとり、1995年に退職した。
学界では、1988年～1990年、1992年～1994年の2期にわたって経済社会学会会長を務めた。また、「憂国忌」発起人にも加わった。

## 著作

### 著書
- 『社会問題の基礎理論 階級と賃銀に関する研究』有斐閣 1958
- 『社会思想案内』新有堂 1977
- 『経済社会学の主要問題』新評論 経済社会学叢書 1978

### 共編著
- 『地方大都市の社会病理 福岡市を対象として』大橋薫共編著 垣内出版 1985
- 『教養としての社会病理学』田代栄二、伊江朝章、林雅孝共編著 学文社 1986
- 『高齢者社会政策 老後のしあわせを保障するために』編著 ミネルヴァ書房 1992
- 『旧産炭地の都市問題 筑豊・飯塚市の場合』平兮元章, 大橋薫共編著 多賀出版 1998

### 翻訳
- ワルター・タイマー『ドイツ社会民主主義の歩み ベーベルからオーレンハウアーまで』社会思想研究会出版部 現代教養文庫 1960
- リチャード・B.フリーマン『労働経済学』片上明共訳 東洋経済新報社 現代経済学叢書 1974